# Magdalena van de Passe
Magdalena (van) de Passe, o Pas o Passaea o anche  van Bevervoordt dal cognome del marito (Colonia, 1600 – Utrecht, 22 gennaio 1638 (sepolta)), è stata un'incisore e disegnatrice olandese del secolo d'oro, appartenente ad una famosa famiglia di incisori.

## Biografia

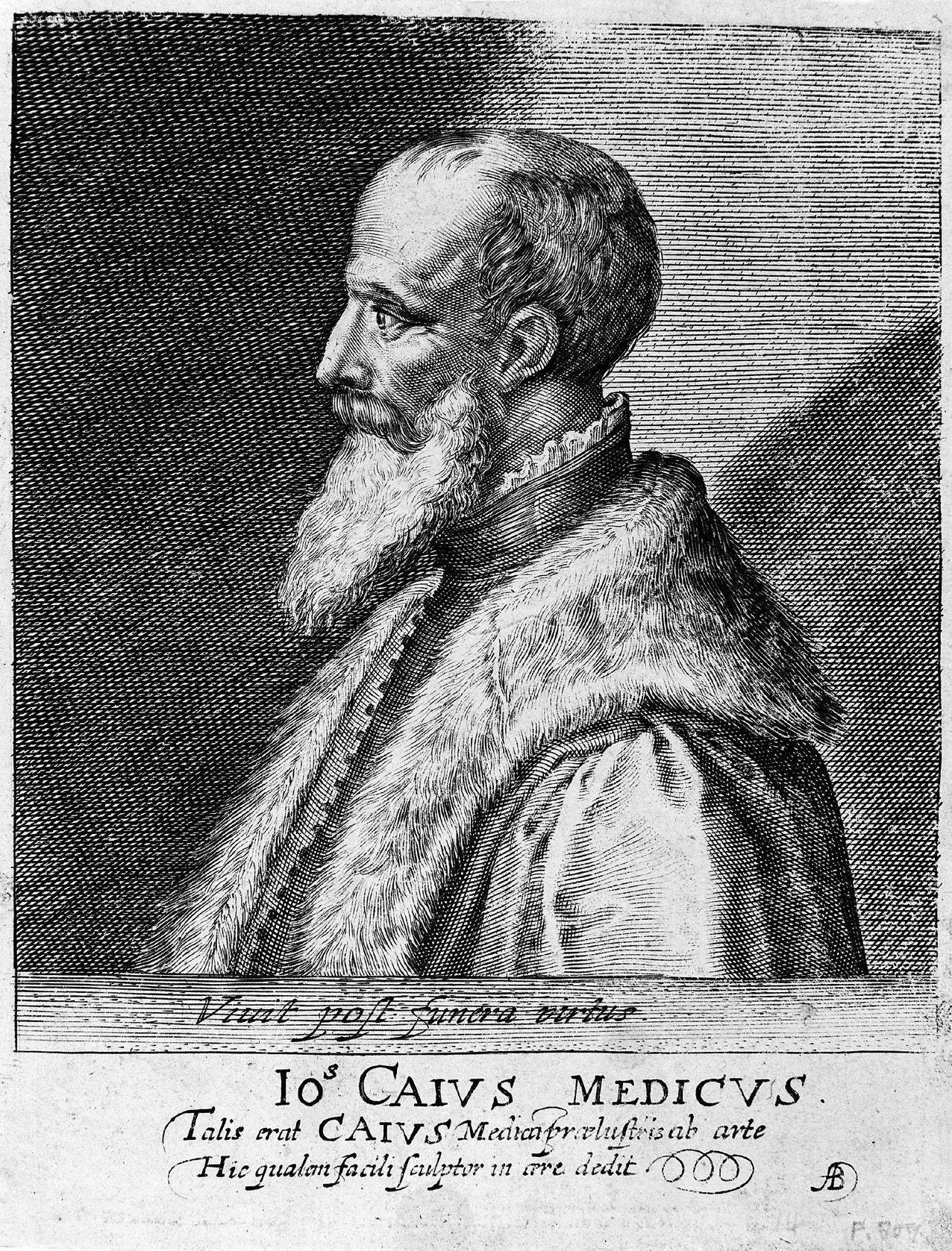
Ritratto di John Kays (Ioannes Caius)

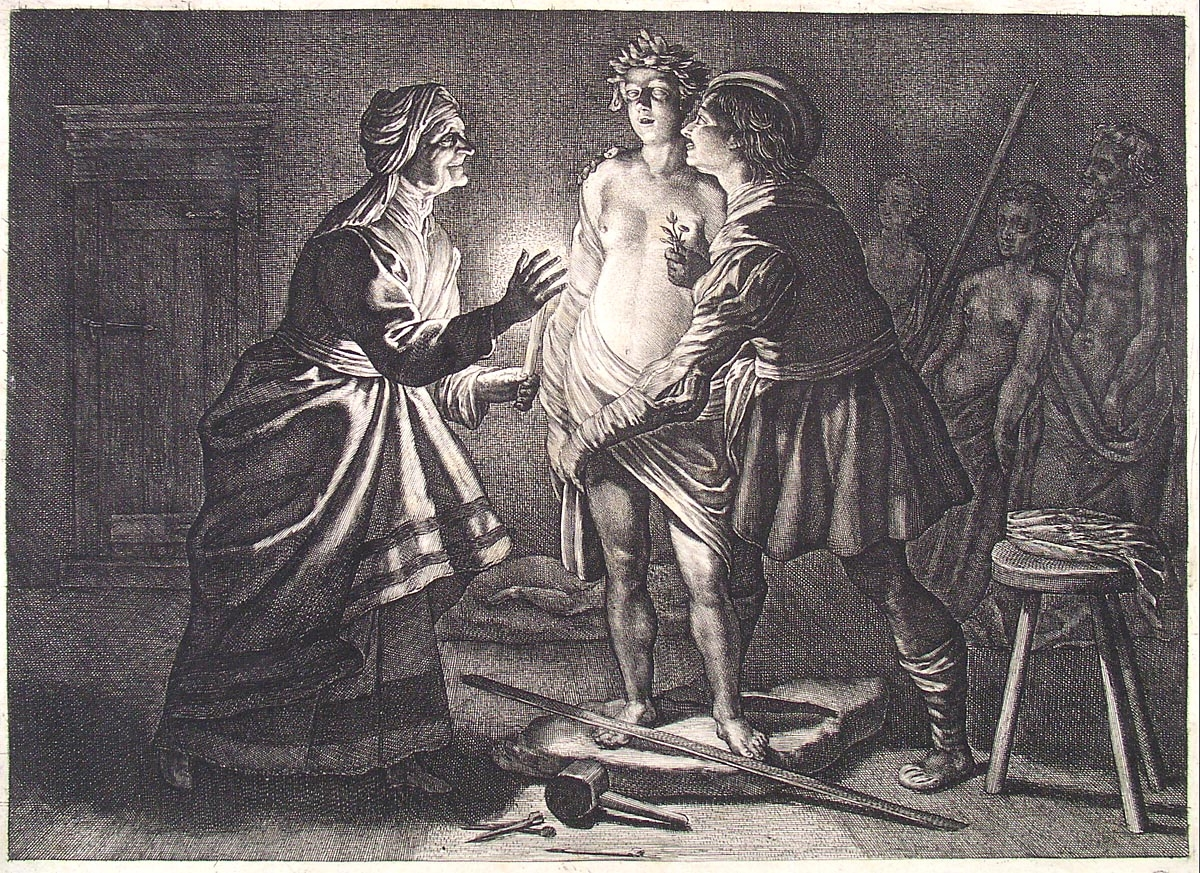
Pigmalione

Figlia di Crispijn van de Passe e sorella di Simon, Willem e Crispijn II, fu allieva del padre. Operò a Utrecht nella bottega di famiglia dal 1617 al 1634. Al contrario dei suoi fratelli, che si recarono all'estero estendendo l'attività di famiglia, Magdalena rimase sempre nella casa paterna fino al 5 ottobre 1634, giorno in cui sposò Frederick van Bevervoordt, da cui non ebbe figli. Bevervoordt, appartenente all'élite arminiana, fu esiliato e visse ufficialmente nello Schleswig-Holstein.
Dopo la sua morte inaspettata diciannove mesi dopo il matrimonio, Magdalena ritornò in famiglia prendendosi cura dei genitori.
Realizzò incisioni di soggetti storici, mitologici, paesaggi e ritratti. È citata da Joachim von Sandrart nel suo Teutsche Academy (1668-1678) come abile incisora ed autrice di "molti paesaggi tra cui La morte di Procri da Adam Elsheimer", che presenta reminiscenze rubensiane. La sua controparte Salmace ed Ermafrodito (1623) da un dipinto di Jacob Pynas, presenta didascalie di Jacob Cats. Il suo stile di incisione, fine e dettagliato e con forte chiaroscuro, differisce da quello degli altri membri della famiglia, forse appreso da Hendrick Goudt, che ritornato in patria da Roma, vi riportò varie opere di Adam Elsheimer. Eseguì anche incisioni a partire da composizioni di Peter Paul Rubens, che potrebbe aver conosciuto in occasione della sua visita a Utrecht del 1627, da Jan Brueghel il Vecchio e in generale da dipinti di pittori della sua città, come Adam Willaerts e Roelant Savery, che spesso condividevano la sua fede anabattista ed erano emigrati ad Utrecht proprio per questa. Realizzò anche incisioni da paesaggi di Paul Brill.
Alcune delle sue stampe presentano anche licenze per la Francia. Decorò con 72 illustrazioni, in collaborazione con la sua famiglia, le Metamorfosi di Ovidio, pubblicate nel 1677 da François Foppens a Bruxelles.
Il corpus dell'autrice è più ridotto rispetto a quello dei fratelli, non solo per la sua morte prematura, ma anche perché, probabilmente, aiutava i genitori nella gestione della casa e degli affari.
Inoltre, estese la sua attività brevettando la possibilità di decorare anche tessuti a partire da stampi in rame: in particolare il 26 marzo 1630 ebbe, dagli Stati generali, un privilegio di tre anni per la stampa di berretti di forma tonda e di 30 centimetri, da portare in casa o a letto, per gentiluomini delle classi più abbienti. Queste stampe su stoffa non potevano essere copiate da altri, pena la multa di 150 fiorini.
Magdalena van de Passe aveva costituito intorno a sé una cerchia di ammiratori ed estimatori, come si può dedurre dalle dediche delle stampe che era solita regalare.
Considerata precocemente e particolarmente dotata, iniziò a firmare le sue opere già a quattordici anni (Meraviglie dal mondo 1614), mentre i suoi fratelli solo a diciassette. Conosciuta negli ambienti artistici fin da giovane, ebbe legami di amicizia con Adriaen van de Venne, dai cui disegni eseguì incisioni.
Fu sua allieva Anna Maria van Schurman, a cui dava lezioni di incisione su rame.

## Opere
- Ritratto di John Kays (Ioannes Caius), incisione, didascalia di Aernout van Buchell
- Pigmalione, incisione, 158 × 230 mm, Museo Boijmans Van Beuningen, Rotterdam
- Atalanta e Ippomene, incisione da Le Metamorfosi di Ovidio, didascalie in latino e francese[5]
- Ritratto di lady Jane Grey, incisione in collaborazione col fratello Willem, 1620[6]
- La morte di Procri, incisione da Adam Elsheimer, 1614[3]
- Meraviglie dal mondo, serie di incisioni, 1614[3]
- Salmace ed Ermafrodito, incisione[3]